# Центральный научно-исследовательский геологоразведочный институт
Центральный научно-исследовательский геологоразведочный институт (ЦНИГРИ) — государственное научно-исследовательское геологическое учреждение в СССР в 1931—1939 годах. Создано на базе Геологического комитета для комплексного изучения недр на территории СССР.

## История
Геологический комитет (Геолком), первое государственное геологическое учреждение в России, был создан в 1882 году. В 1912—1916 годах в Санкт-Петербурге было построено новое здание для Геологического комитета. В конце 1928 года было принято решение о реорганизации Геолкома, согласно которому с одной стороны предписывалась децентрализация управления геолого-разведочными и геолого-съемочными работами на местах, а с другой — разделение научно-исследовательских и административных функций. Это была часть плана власти по разгрому старой науки.
В январе 1930 года Геолком был упразднен, функции координации и планирования геолого-разведочных работ переданы Главному геолого-разведочному управлению в Москве (ГГРУ), а отделения были преобразованы в районные геологоразведочные управления, на которые возлагалось производство геолого-съёмочных, поисковых и разведочных работ.
Оставленные в Ленинграде научно-исследовательские подразделения Геолкома продолжали свою деятельность в качестве отдельных отраслевых научных учреждений: Институт геологической кары, Институт цветных металлов, Институт чёрных металлов, Институт неметаллических полезных ископаемых (нерудные ископаемые), Институт угля, Институт подземных вод, Институт геофизики,
Институт нефти, Буровой трест, Центральная химическая лаборатория, Геологоразведочный музей и библиотека, а также — 12 районных геологоразведочных управлений (РГРУ).
В апреле 1931 они были вновь объединены (кроме нефтяного) в единый институт под названием Центральный научно-исследовательский геологоразведочный институт (ЦНИГРИ).
В 1939 году ЦНИГРИ был переименован во Всесоюзный научно-исследовательский геологический институт (ВСЕГЕИ). С 1946 года институт стал головным в Министерстве геологии СССР.

## Руководство
Директора ЦНИГРИ:
- 1931 — А. С. Зорабян
- 1932 — В. А. Языков
- 1934 — Т. Т. Литвинов
- 1934 — Н. А. Худяков
- 1936 — П. М. Никитин
- 1937 — М. Н. Литвинов
- 1938 — Д. Ф. Масленников